# Distretto di Satipo
Il distretto di  Satipo è uno degli  otto distretti della provincia di Satipo, in Perù. Si trova nella regione di Junín e si estende su una superficie di  732,02 chilometri quadrati.